# Miasta w Szwecji
Według kryteriów statystycznych w Szwecji wyróżnia się podział na tätorty i småorty. Podział wraz z wyznaczeniem granic miejscowości oraz wyliczeniem liczby ich ludności jest przeprowadzany co 5 lat przez Statistiska centralbyrå (SCB) według obowiązującej definicji. Określenie „miasto” było oficjalnie stosowane do 1 stycznia 1971, kiedy wprowadzono w Szwecji reformę administracyjną. Zniesiono wówczas dotychczasowy podział na gminy wiejskie (landskommuner), miejskie (stadskommuner) i köping (köpingskommuner). W ich miejsce wprowadzono jednolity typ gminy. Tym samym posiadanie historycznego statusu miasta (gminy miejskiej) straciło administracyjne i prawne znaczenie.

## Największe miejscowości (tätort) Szwecji
Według danych Statistiska centralbyrå (SCB), pochodzących z 2015 roku, Szwecja miała 124 miejscowości (tätorty) o ludności przekraczającej 10 tys. mieszkańców. Stolica kraju Sztokholm jako jedyne miasto liczyła ponad milion mieszkańców; drugie miasto, Göteborg, miało ponad 500 tys. mieszkańców; 7 miast z ludnością 100÷500 tys.; 12 miast z ludnością 50÷100 tys., 40 miast z ludnością 20÷50 tys. Dla porównania, w 1950 w Szwecji istniały 3 miasta z ludnością powyżej 100 tys., 7 miast z ludnością 50÷100 tys., 18 miast z ludnością 20÷50 tys. i 37 miast z ludnością 10÷20 tys.
Największe miejscowości w Szwecji według liczebności mieszkańców (stan na 31.12.2010):
| Lp. | Miejscowość    | Region (län)    | Liczba ludności |
| --- | -------------- | --------------- | --------------- |
| 1.  | Sztokholm      | Sztokholm       | 1 372 565       |
| 2.  | Göteborg       | Västra Götaland | 549 839         |
| 3.  | Malmö          | Skania          | 280 415         |
| 4.  | Uppsala        | Uppsala         | 140 454         |
| 5.  | Västerås       | Västmanland     | 110 877         |
| 6.  | Örebro         | Örebro          | 107 038         |
| 7.  | Linköping      | Östergötland    | 104 232         |
| 8.  | Helsingborg    | Skania          | 97 122          |
| 9.  | Jönköping      | Jönköping       | 89 396          |
| 10. | Norrköping     | Östergötland    | 87 247          |
| 11. | Lund           | Skania          | 82 800          |
| 12. | Umeå           | Västerbotten    | 79 594          |
| 13. | Gävle          | Gävleborg       | 71 033          |
| 14. | Borås          | Västra Götaland | 66 273          |
| 15. | Eskilstuna     | Södermanland    | 64 679          |
| 16. | Södertälje     | Sztokholm       | 64 619          |
| 17. | Karlstad       | Värmland        | 61 685          |
| 18. | Täby           | Sztokholm       | 61 272          |
| 19. | Växjö          | Kronoberg       | 60 887          |
| 20. | Halmstad       | Halland         | 58 577          |
| 21. | Sundsvall      | Västernorrland  | 50 712          |
| 22. | Luleå          | Norrbotten      | 46 607          |
| 23. | Trollhättan    | Västra Götaland | 46 457          |
| 24. | Östersund      | Jämtland        | 44 327          |
| 25. | Borlänge       | Dalarna         | 41 734          |
| 26. | Tumba          | Sztokholm       | 37 852          |
| 27. | Upplands Väsby | Sztokholm       | 37 594          |
| 28. | Falun          | Dalarna         | 37 291          |
| 29. | Kalmar         | Kalmar          | 36 392          |
| 30. | Kristianstad   | Skania          | 35 711          |
| 31. | Karlskrona     | Blekinge        | 35 212          |
| 32. | Skövde         | Västra Götaland | 34 466          |
| 33. | Skellefteå     | Västerbotten    | 32 775          |
| 34. | Lidingö        | Sztokholm       | 31 561          |
| 35. | Uddevalla      | Västra Götaland | 31 212          |
| 36. | Landskrona     | Skania          | 30 499          |

## Miejscowości o historycznym statusie miasta
Poniższa tabela zawiera spis szwedzkich miejscowości, które w latach 1863–1970 posiadały status gminy miejskiej (stadskommun). Maksymalna liczba miejscowości o statusie miasta istniejących równocześnie wynosiła 133 (w latach 1951–1967). W 1971, w wyniku reformy administracyjnej i wprowadzeniu jednolitego typu gminy, posiadanie historycznego statusu miasta straciło prawno-administracyjne znaczenie.
Lista uwzględnia również miejscowości, które utraciły prawa miejskie jeszcze przed 1862.
| Miasto               | Prowincja historyczna (landskap) | Region administracyjny (län) 1970 | Herb (1970)               | Prawa miejskie /status miasta od: (do, jeżeli przed 1971) | Uwagi                                                                      |
| -------------------- | -------------------------------- | --------------------------------- | ------------------------- | --------------------------------------------------------- | -------------------------------------------------------------------------- |
| Åhus                 | Skania                           | Kristianstad                      |                           | 1326 – 1617                                               | Prawa miejskie jedynie w czasach duńskich.                                 |
| Alingsås             | Västergötland                    | Älvsborg                          | Herb Allingsås            | 1619                                                      |                                                                            |
| Älvsborg             | Västergötland                    | Göteborg i Bohus                  |                           | 1547 – 1560                                               |                                                                            |
| Åmål                 | Dalsland                         | Älvsborg                          | Herb Åmål                 | 1643                                                      |                                                                            |
| Ängelholm            | Skania                           | Kristianstad                      | Herb Ängelholm            | 1516 – 1547, ponownie od 1767                             |                                                                            |
| Arboga               | Västmanland                      | Västmanland                       | Herb Arboga               | XIII w.                                                   |                                                                            |
| Arvika               | Värmland                         | Värmland                          | Herb Arvika               | 1911                                                      |                                                                            |
| Askersund            | Närke                            | Örebro                            | Herb Askersund            | 1643                                                      |                                                                            |
| Avaskär              | Blekinge                         | Blekinge                          |                           | XIV w. – 1599                                             | Prawa miejskie przekazano założonemu w 1599 roku Kristianopel.             |
| Avesta               | Dalarna                          | Kopparberg                        | Herb Avesta               | 1641 – 1688, ponownie od 1919                             |                                                                            |
| Båstad               | Skania                           | Kristianstad                      |                           | 1462 – 1664                                               |                                                                            |
| Boden                | Norrbotten                       | Norrbotten                        | Herb Boden                | 1919                                                      |                                                                            |
| Bollnäs              | Hälsingland                      | Gävleborg                         | Herb Bollnäs              | 1942                                                      |                                                                            |
| Borgholm             | Olandia                          | Kalmar                            | Herb Borgholm             | 1816                                                      |                                                                            |
| Borlänge             | Dalarna                          | Kopparberg                        | Herb Borlänge             | 1944                                                      |                                                                            |
| Borås                | Älvsborg                         | Västergötland                     | Herb Borås                | 1621                                                      |                                                                            |
| Brätte               | Älvsborg                         | Västergötland                     |                           | po 1580 – 1644                                            | Prawa miejskie zostały przekazane Vänersborgowi.                           |
| Broo                 | Värmland                         | Värmland                          |                           | 1582 – 1584                                               | Na miejscu Broo założono Kristinehamn.                                     |
| Djursholm            | Uppland                          | Sztokholm                         | Herb Djursholm            | 1914                                                      | Od 1971 roku wchodzi w skład gminy Danderyd.                               |
| Eksjö                | Smalandia                        | Jönköping                         | Herb Eksjö                | 1403                                                      |                                                                            |
| Elleholm             | Blekinge                         | Blekinge                          |                           | 1450 – 1600                                               | Prawa miejskie jedynie w czasach duńskich.                                 |
| Enköping             | Uppland                          | Uppsala                           | Herb Enköping             | przed 1413                                                |                                                                            |
| Eskilstuna           | Södermanland                     | Södermanland                      | Herb Eskilstuny           | 1659                                                      |                                                                            |
| Eslöv                | Skania                           | Malmöhus                          | Herb Eslöv                | 1911                                                      |                                                                            |
| Fagersta             | Västmanland                      | Västmanland                       | Herb Fagersta             | 1944                                                      |                                                                            |
| Falkenberg           | Halland                          | Halland                           | Herb Falkenbergu          | przed 1558                                                |                                                                            |
| Falköping            | Västergötland                    | Skaraborg                         | Herb Falköping            | przed 1620                                                |                                                                            |
| Falsterbo            | Skania                           | Malmöhus                          |                           | XIII w. – 1754                                            | Połączone ze Skanör w jedno miasto Skanör med Falsterbo.                   |
| Falun                | Dalarna                          | Kopparberg                        | Herb Falun                | 1641                                                      |                                                                            |
| Filipstad            | Värmland                         | Värmland                          | Herb Filipstad            | 1611 – 1695, ponownie od 1835                             |                                                                            |
| Flen                 | Södermanland                     | Södermanland                      | Herb Flen                 | 1949                                                      |                                                                            |
| Gävle                | Gästrikland                      | Gävleborg                         | Herb Gävle                | przed 1446                                                |                                                                            |
| Göteborg             | Västergötland i Bohuslän         | Göteborg i Bohus                  | Herb Göteborga            | 1603 – 1611, ponownie od 1621                             |                                                                            |
| Gränna               | Smalandia                        | Jönköping                         | Herb Gränna               | 1652                                                      |                                                                            |
| Hagfors              | Värmland                         | Värmland                          | Herb Hagfors              | 1950                                                      |                                                                            |
| Halmstad             | Halland                          | Halland                           | Herb Halmstad             | przed 1307                                                |                                                                            |
| Haparanda            | Norrbotten                       | Norrbotten                        | Herb Haparanda            | 1842                                                      |                                                                            |
| Härnösand            | Ångermanland                     | Västernorrland                    | Herb Härnösand            | 1585                                                      |                                                                            |
| Hässleholm           | Skania                           | Kristianstad                      | Herb Hässleholm           | 1914                                                      |                                                                            |
| Hedemora             | Dalarna                          | Kopparberg                        | Herb Hedemora             | 1446                                                      |                                                                            |
| Helsingborg          | Skania                           | Malmöhus                          | Herb Helsingborga         | 1085                                                      |                                                                            |
| Hjo                  | Västergötland                    | Skaraborg                         | Herb Hjo                  | przed 1400                                                |                                                                            |
| Höganäs              | Skania                           | Malmöhus                          | Herb Höganäs              | 1936                                                      |                                                                            |
| Hudiksvall           | Hälsingland                      | Gävleborg                         | Herb Hudiksvall           | 1582                                                      |                                                                            |
| Huskvarna            | Smalandia                        | Jönköping                         | Herb Huskvarna            | 1911                                                      |                                                                            |
| Järle                | Västmanland                      | Örebro                            |                           | (1642)                                                    | Jerle otrzymało prawa miejskie, ale nigdy de facto nie stało się miastem.  |
| Jönköping            | Smalandia                        | Jönköping                         | Herb Jönköping            | 1284/1611                                                 |                                                                            |
| Kalmar               | Smalandia                        | Kalmar                            | Herb Kalmaru              | ok. 1200                                                  |                                                                            |
| Karlshamn            | Blekinge                         | Blekinge                          | Herb Karlshamn            | 1664                                                      | W l. 1644 – 1666 pod nazwą Bodekull.                                       |
| Karlskoga            | Värmland                         | Örebro                            | Herb Karlskogi            | 1940                                                      |                                                                            |
| Karlskrona           | Blekinge                         | Blekinge                          | Herb Karlskrony           | 1680                                                      |                                                                            |
| Karlstad             | Värmland                         | Värmland                          | Herb Karlstad             | 1584                                                      |                                                                            |
| Katrineholm          | Södermanland                     | Södermanland                      | Herb Katrineholm          | 1917                                                      |                                                                            |
| Kiruna               | Lappland                         | Norrbotten                        | Herb Kiruny               | 1948                                                      |                                                                            |
| Köping               | Västmanland                      | Västmanland                       | Herb Köping               | przed 1474                                                |                                                                            |
| Kramfors             | Ångermanland                     | Västernorrland                    | Herb Kramfors             | 1947                                                      |                                                                            |
| Kristianopel         | Blekinge                         | Blekinge                          |                           | 1622 – 1677                                               |                                                                            |
| Kristianstad         | Skania                           | Kristianstad                      | Herb Kristianstad         | 1622                                                      |                                                                            |
| Kristinehamn         | Värmland                         | Värmland                          | Herb Kristinehamn         | 1642                                                      |                                                                            |
| Kumla                | Närke                            | Örebro                            | Herb Kumla                | 1942                                                      |                                                                            |
| Kungsbacka           | Halland                          | Halland                           | Herb Kungsbacka           | XV w. – pocz. XVI w., ponownie od 1582                    |                                                                            |
| Kungälv              | Bohuslän                         | Göteborg i Bohus                  | Herb Kungälv              | 1680/1762                                                 |                                                                            |
| Kungahälla           | Bohuslän                         | Göteborg i Bohus                  |                           | ok. 1100 – 1600                                           |                                                                            |
| Laholm               | Halland                          | Halland                           | Herb Laholmu              | XIII w.                                                   |                                                                            |
| Landskrona           | Skania                           | Malmöhus                          | Herb Landskrony           | 1413                                                      |                                                                            |
| Lidingö              | Uppland                          | Sztokholm                         | Herb Lidingö              | 1926                                                      |                                                                            |
| Lidköping            | Västergötland                    | Skaraborg                         | Herb Lidköping            | przed 1446                                                |                                                                            |
| Lindesberg           | Västmanland                      | Örebro                            | Herb Lindeberg            | 1643                                                      |                                                                            |
| Linköping            | Östergötland                     | Östergötland                      | Herb Linköping            | XII/XIII w.                                               |                                                                            |
| Ljungby              | Smalandia                        | Kronoberg                         | Herb Ljungby              | 1936                                                      |                                                                            |
| Lödöse               | Västergötland                    | Älvsborg                          |                           | XII w. – 1526, ponownie w l. 1586 – 1646                  |                                                                            |
| Lomma                | Skania                           | Malmöhus                          |                           | XI w. – 1230                                              | Prawa miejskie jedynie w czasach duńskich.                                 |
| Ludvika              | Dalarna                          | Kopparberg                        | Herb Ludvika              | 1641                                                      |                                                                            |
| Luntertun            | Skania                           | Malmöhus                          |                           | 1470 – 1516                                               | Prawa miejskie jedynie w czasach duńskich. Współcześnie część Ängelholm.   |
| Luleå                | Norrbotten                       | Norrbotten                        | Herb Luleå                | 1621                                                      |                                                                            |
| Lund                 | Skania                           | Malmöhus                          | Herb Lund                 | XI w.                                                     |                                                                            |
| Lycksele             | Lappland                         | Västerbotten                      | Herb Lycksele             | 1946                                                      |                                                                            |
| Lyckå                | Blekinge                         | Blekinge                          |                           | do 1600                                                   |                                                                            |
| Lysekil              | Bohuslän                         | Göteborg i Bohus                  | Herb Lysekil              | 1903                                                      |                                                                            |
| Malmö                | Skania                           | Malmöhus                          | Herb Malmö                | ok. 1250                                                  |                                                                            |
| Mariefred            | Södermanland                     | Södermanland                      | Herb Mariefred            | 1605                                                      |                                                                            |
| Mariestad            | Västergötland                    | Skaraborg                         | Herb Mariestad            | 1583                                                      |                                                                            |
| Marstrand            | Bohuslän                         | Göteborg i Bohus                  | Herb Marstrand            | przed 1442                                                |                                                                            |
| Mjölby               | Östergötland                     | Östergötland                      | Herb Mjölby               | 1922                                                      |                                                                            |
| Mölndal              | Västergötland                    | Göteborg i Bohus                  | Herb Mölndal              | 1922                                                      |                                                                            |
| Mönsterås            | Smalandia                        | Kalmar                            |                           | 1604 – przed 1620                                         |                                                                            |
| Motala               | Östergötland                     | Östergötland                      | Herb Motala               | 1881                                                      |                                                                            |
| Nacka                | Södermanland                     | Sztokholm                         | Herb Nacka                | 1949                                                      |                                                                            |
| Nässjö               | Smalandia                        | Jönköping                         | Herb Nässjö               | 1914                                                      |                                                                            |
| Nora                 | Västmanland                      | Örebro                            | Herb Nora                 | 1643                                                      |                                                                            |
| Norrköping           | Östergötland                     | Östergötland                      | Herb Norrköping           | przed 1384                                                |                                                                            |
| Norrtälje            | Uppland                          | Sztokholm                         | Herb Norrtälje            | 1622                                                      |                                                                            |
| Nya Lidköping        | Västergötland                    | Skaraborg                         |                           | 1670 – 1683                                               | W 1683 roku połączone z Lidköping.                                         |
| Nybro                | Smalandia                        | Kalmar                            | Herb Nybro                | 1932                                                      |                                                                            |
| Nyköping             | Södermanland                     | Södermanland                      | Herb Nyköping             | ok. 1260                                                  |                                                                            |
| Nynäshamn            | Södermanland                     | Sztokholm                         | Herb Nynäshamn            | 1946                                                      |                                                                            |
| Örebro               | Närke                            | Örebro                            | Herb Örebro               | XIII w.                                                   |                                                                            |
| Öregrund             | Uppland                          | Sztokholm                         | Herb Öregrund             | 1491 – 1521, ponownie w l. 1554 – 1966                    | W 1967 roku zostało włączone do Östhammar.                                 |
| Örnsköldsvik         | Ångermanland                     | Västernorrland                    | Herb Örnsköldvik          | 1894                                                      |                                                                            |
| Oskarshamn           | Smalandia                        | Kalmar                            | Herb Oskarshamn           | 1856                                                      |                                                                            |
| Östersund            | Jämtland                         | Jämtland                          | Herb Östersund            | 1786                                                      |                                                                            |
| Östhammar            | Uppland                          | Sztokholm                         | Herb Östhammar            | 1368 – 1491, ponownie od 1539                             |                                                                            |
| Oxelösund            | Södermanland                     | Södermanland                      | Herb Oxelösund            | 1950                                                      |                                                                            |
| Piteå                | Norrbotten                       | Norrbotten                        | Herb Piteå                | 1621                                                      |                                                                            |
| Ronneby              | Blekinge                         | Blekinge                          | Herb Ronneby              | 1387 – 1680, ponownie od 1882                             |                                                                            |
| Säffle               | Värmland                         | Värmland                          | Herb Säffle               | 1951                                                      |                                                                            |
| Sala                 | Västmanland                      | Västmanland                       | Herb Sala                 | 1624                                                      |                                                                            |
| Sandviken            | Gästrikland                      | Gävleborg                         | Herb Sandviken            | 1943                                                      |                                                                            |
| Säter                | Dalarna                          | Kopparberg                        | Herb Säter                | 1642                                                      |                                                                            |
| Sävsjö               | Smalandia                        | Jönköping                         | Herb Sävsjö               | 1947                                                      |                                                                            |
| Sigtuna              | Uppland                          | Sztokholm                         | Herb Sigtuny              | XI w.                                                     |                                                                            |
| Simrishamn           | Skania                           | Kristianstad                      | Herb Simrishamn           | XIII w.                                                   |                                                                            |
| Skanör               | Skania                           | Malmöhus                          |                           | XIII w. – 1754                                            | Połączone z Falsterbo w jedno miasto Skanör med Falsterbo.                 |
| Skanör med Falsterbo | Skania                           | Malmöhus                          | Herb Skanör med Falsterbo | 1754                                                      |                                                                            |
| Skänninge            | Östergötland                     | Östergötland                      | Herb Skänninge            | XII/XIII w.                                               |                                                                            |
| Skara                | Västergötland                    | Skaraborg                         | Herb Skara                | XI w.                                                     |                                                                            |
| Skellefteå           | Västerbotten                     | Västerbotten                      | Herb Skelefteå            | 1845                                                      |                                                                            |
| Skövde               | Västergötland                    | Skaraborg                         | Herb Skövde               | XV w.                                                     |                                                                            |
| Söderhamn            | Hälsingland                      | Gävleborg                         | Herb Söderhamn            | 1620                                                      |                                                                            |
| Söderköping          | Östergötland                     | Östergötland                      | Herb Söderköping          | XIII w.                                                   |                                                                            |
| Södertälje           | Södermanland                     | Sztokholm                         | Herb Södertälje           | XIV w.                                                    |                                                                            |
| Sollefteå            | Ångermanland                     | Västernorrland                    | Herb Sollefteå            | 1917                                                      |                                                                            |
| Solna                | Uppland                          | Sztokholm                         | Herb Solna                | 1943                                                      |                                                                            |
| Sölvesborg           | Blekinge                         | Blekinge                          | Herb Sölvesborga          | 1445 – 1654, ponownie od 1835                             |                                                                            |
| Strängnäs            | Södermanland                     | Södermanland                      | Herb Strängnäs            | XIII w./1336                                              |                                                                            |
| Strömstad            | Bohuslän                         | Göteborg i Bohus                  | Herb Strömstad            | 1672                                                      |                                                                            |
| Sundbyberg           | Uppland                          | Sztokholm                         | Herb Sundbyberg           | 1927                                                      |                                                                            |
| Sundsvall            | Medelpad                         | Västernorrland                    | Herb Sundsvall            | 1621                                                      |                                                                            |
| Sztokholm            | Uppland i Södermanland           | Sztokholm                         | Herb Sztokholmu           | ok. 1250                                                  |                                                                            |
| Tidaholm             | Västergötland                    | Skaraborg                         | Herb Tidaholm             | 1910                                                      |                                                                            |
| Tommarp              | Skania                           | Kristianstad                      |                           | XII w. – 1537                                             | Prawa miejskie jedynie w czasach duńskich.                                 |
| Torget               | Smalandia                        | Kronoberg                         |                           | (1279)                                                    | Torget otrzymało prawa miejskie, ale nigdy de facto nie stało się miastem. |
| Torshälla            | Södermanland                     | Södermanland                      | Herb Torshälla            | 1317                                                      |                                                                            |
| Tranås               | Smalandia                        | Jönköping                         | Herb Tranås               | 1919                                                      |                                                                            |
| Trelleborg           | Skania                           | Malmöhus                          | Herb Trelleborga          | XIII w. – 1619, ponownie od 1867                          |                                                                            |
| Trollhättan          | Västergötland                    | Älvsborg                          | Herb Trollhättan          | 1916                                                      |                                                                            |
| Trosa                | Södermanland                     | Södermanland                      | Herb Trosa                | XV w./1610                                                |                                                                            |
| Uddevalla            | Bohuslän                         | Göteborg i Bohus                  | Herb Uddevalla            | przed 1498                                                |                                                                            |
| Ulricehamn           | Västergötland                    | Älvsborg                          | Herb Ulricehamn           | przed 1478                                                | Do 1741 roku jako Bogesund.                                                |
| Umeå                 | Västerbotten                     | Västerbotten                      | Herb Umeå                 | 1588                                                      |                                                                            |
| Uppsala              | Uppland                          | Uppsala                           | Herb Uppsali              | XIII/XIV w.                                               | W XII w. jako Östra Aros.                                                  |
| Vä                   | Skania                           | Kristianstad                      |                           | przed 1250 – 1617                                         | Prawa miejskie jedynie w czasach duńskich.                                 |
| Vadstena             | Östergötland                     | Östergötland                      | Herb Vadstena             | 1400                                                      |                                                                            |
| Vänersborg           | Västergötland                    | Älvsborg                          | Herb Vänersborga          | 1644                                                      |                                                                            |
| Varberg              | Halland                          | Halland                           | Herb Varberga             | przed 1309/1666                                           |                                                                            |
| Värnamo              | Smalandia                        | Jönköping                         | Herb Värnamo              | 1920                                                      |                                                                            |
| Västervik            | Smalandia                        | Kalmar                            | Herb Västervik            | XIII w./1433                                              |                                                                            |
| Västerås             | Västmanland                      | Västmanland                       | Herb Västerås             | przed końcem XIII w.                                      |                                                                            |
| Växjö                | Smalandia                        | Kronoberg                         | Herb Växjö                | 1342                                                      |                                                                            |
| Vaxholm              | Uppland                          | Sztokholm                         | Herb Vaxholmu             | 1652                                                      |                                                                            |
| Vetlanda             | Smalandia                        | Jönköping                         | Herb Vetlandy             | 1920                                                      |                                                                            |
| Vimmerby             | Smalandia                        | Kalmar                            | Herb Vimmerby             | przed 1350 – 1532, ponownie od 1604                       |                                                                            |
| Visby                | Gotlandia                        | Gotland                           | Herb Visby                | przed 1203                                                |                                                                            |
| Ystad                | Skania                           | Malmöhus                          | Herb Ystad                | XIII w.                                                   |                                                                            |

Źródła: Zestawienie sporządzone w oparciu o Sveriges National Atlas oraz szwedzkojęzyczną Wikipedię.